# أوموت غونيش
أوموت غونيش (بالألمانية: Umut Güneş) هو لاعب كرة قدم ألماني في مركز الوسط، ولد في 16 مارس 2000 في آلب‌اشتاد في ألمانيا. لعب مع ألانيا سبور ونادي شتوتغارت للرديف.

## وصلات خارجية
- أوموت غونيش على موقع اتحاد تركيا (لاعب) (الإنجليزية)
- أوموت غونيش على موقع قاعدة بيانات كرة القدم.إي يو (الإنجليزية)
- أوموت غونيش على موقع ليكيب (الفرنسية)
- أوموت غونيش على موقع Soccerway.com (الإنجليزية)
- أوموت غونيش على موقع عالم كرة القدم.نت (الإنجليزية)